# Monte Pora
O Monte Pora é uma montanha dos Alpes Bergamascos, na região da Lombardia, Itália, com altitude de 1880 m. O seu Código  é II/C-29.II-C.8.